# Heteragrion majus
Heteragrion majus är en trollsländeart som beskrevs av Selys 1886. Heteragrion majus ingår i släktet Heteragrion och familjen Megapodagrionidae. IUCN kategoriserar arten globalt som livskraftig. Inga underarter finns listade i Catalogue of Life.